# Katarzyna Sztop-Rutkowska
Katarzyna Małgorzata Sztop-Rutkowska (ur. 9 września 1973 w Łodzi) – polska socjolożka, doktor nauk humanistycznych, działaczka społeczna i polityczna. Druga w historii wyborów samorządowych w Białymstoku kandydatka na prezydenta miasta. W 2018 roku liderka nowego ruchu miejskiego „Inicjatywa dla Białegostoku”.

## Życiorys

### Wykształcenie i działalność naukowa
Jest absolwentką XXXI Liceum Ogólnokształcącego im. Ludwika Zamenhofa w Łodzi. Ukończyła studia na Wydziale Ekonomiczno-Socjologicznym Uniwersytetu Łódzkiego, na kierunku socjologii (1998). Absolwentka studiów podyplomowych na kierunku Marketing internetowy na Politechnice Białostockiej (2019). W 2003 roku obroniła na Uniwersytecie Łódzkim pracę doktorską Kształtowanie się stosunków polsko-żydowskich w Białymstoku w okresie międzywojennym w świetle prasy lokalnej. Autorka prac na temat stosunków polsko-żydowskich, pamięci lokalnej, partycypacji obywatelskiej.
Swoją pracę naukową rozpoczęła w Instytucie Pracy i Spraw Społecznych. Od 1999 roku związana z Uniwersytetem w Białymstoku. W latach 2008–2011 wicedyrektor Instytutu Socjologii UwB.

### Działalność społeczna
Pomysłodawczyni i prezeska zarządu Fundacji Laboratorium Badań i Działań Społecznych "SocLab". Pomysłodawczyni białostockiego Klubu Tygodnika Powszechnego oraz współinicjatorka inicjatywy „100-lecie kobiet” w województwie podlaskim. Absolwentka Szkoły Liderów Polsko-Amerykańskiej Fundacji Wolności.
Tworzy w Białymstoku środowiska sprzeciwiające się ksenofobii i nietolerancji. Brała udział w demonstracji wspierającej uchodźców w 2015 roku w Białymstoku. W 2015 rok wraz z ponad 100 osobami wystosowała publiczny list do arcybiskupa Archidiecezji białostockiej wyrażający sprzeciw wobec rozpoczęcia antyuchodźczej manifestacji na schodach katedry w Białymstoku. W 2016 roku w reakcji na marsz ONR w Białymstoku zorganizowała koalicję i manifestację „Białystok wolny od nienawiści”. Jej działalność została opisana w książce Marcina Kąckiego „Białystok – biała siła, czarna pamięć”. Zabierała publiczny głos po I Marszu Równości w Białymstoku w lipcu 2019 m.in. pisząc list do papieża Franciszka z przedstawieniem negatywnego wpływu listu do wiernych ogłoszonego przez arcybiskupa Tadeusza Wojdę. Na wiecu Lewicy „Polska przeciwko nienawiści” przemawiała w imieniu Inicjatywy dla Białegostoku.
Od lat zaangażowana jest w tworzenie pamięci o Żydach białostockich. W 2015 roku była inicjatorką społecznych obchodów powstania w getcie białostockim. Współpracuje z różnymi środowiskami w celu upamiętnienia obecności Żydów w historii Białegostoku. Wprowadziła do lokalnego dyskursu sformułowanie „folderowa wielokulturowość” jako krytyczny głos o lokalnej polityce pamięci.
Aktywistka rozwoju społeczeństwa obywatelskiego.  W ramach działalności w Fundacji SocLab wspiera mieszkańców w tworzeniu Rad Seniorów początku zaangażowana w tworzenie budżetu obywatelskiego w Białymstoku. Jako ekspertka wspiera samorządy w prowadzeniu efektywnych konsultacji społecznych. Trenerka, szkoli m.in. w zastosowaniu Design Thinking w działaniach społecznych. Od 2019 roku koordynuje Akcję Masz Głos Fundacji im. Stefana Batorego w województwach podlaskim, warmińsko-mazurskim i mazowieckim.
Prowadzi Techklub Białystok – regularne spotkania na temat nowych technologii. W Białymstoku wspiera walkę z wycinką drzew przy inwestycjach.

### Działalność polityczna
W 2018 roku w czasie wyborów samorządowych stanęła na czele społecznego komitetu wyborczego "KWW Inicjatywa dla Białegostoku", który z 8,14% głosów uzyskał trzeci wynik w tych wyborach. Jako kandydatka na prezydenta Białegostoku uzyskała 4963 głosów (4,2%). Inicjatywa pod wyborach zajmuje oficjalny głos w sprawach polityki miejskiej, m.in. smogu czy transportu publicznego.
W 2019 roku Katarzyna Sztop-Rutkowska nawiązała współpracę z Łukaszem Gibałą i Janem Śpiewakiem, tworząc stowarzyszenie Energia Miast, którego jest wiceprzewodniczącą.